# Торри, Билл
Уи́льям А́ртур То́рри (англ. William Arthur Torrey; 23 июня 1934, Монреаль, Квебек — 2 мая 2018, Уэст-Палм-Бич, Флорида) — канадский хоккейный функционер, занимавший должности генерального менеджера и президента в таких клубах Национальной хоккейной лиги как «Окленд Голден Силз», «Нью-Йорк Айлендерс», «Флорида Пантерз». Известен как создатель сильнейшего состава «Айлендерс», завоевавшего в первой половине 1980-х годов четыре Кубка Стэнли подряд. Обладатель Приза Лестера Патрика (1983), член Зала славы хоккея (1995). Иногда его называют «Архитектором» или «Боу-Тай» Биллом за склонность к ношению галстука-бабочки.

## Биография
Билл Торри родился 23 июня 1934 года в Монреале в семье биржевого брокера. Рос недалеко от городской хоккейной арены «Монреаль-Форум», был страстным болельщиком «Монреаль Канадиенс» и с юных лет мечтал о карьере хоккеиста. Окончив старшую школу, по спортивной стипендии поступил в Университет Сент-Лоренс в Нью-Йорке, состоял в университетской хоккейной команде, однако в одном из матчей в результате удара клюшкой получил перелом орбитальной кости и серьёзно повредил левый глаз, утратив восприятие глубины — в связи с этим вынужден был уйти из спорта.
В университете получил степень в области психологии, посещал бизнес-классы. Работал на небольшой радиостанции в Барри, провинция Онтарио, затем стал сотрудником NBC, в качестве гида-экскурсовода водил группы туристов по Рокфеллеровскому центру.

### Начало карьеры в хоккее
В середине 1960-х годов получил работу промоутера в хоккейном клубе «Питтсбург Хорнетс» из Американской хоккейной лиги. В 1969 году был назначен на пост генерального менеджера молодой команды «Окленд Голден Силз», пришедшей в НХЛ в рамках недавнего расширения лиги. Однако в следующем сезоне, когда команду приобрёл бизнесмен Чарли Финли, у Торри возникли серьёзные разногласия с руководством, и ему пришлось покинуть Окленд.

### Нью-Йорк Айлендерс
Когда в 1972 году образовывалась крупная команда «Нью-Йорк Айлендерс», Билла Торри сразу же пригласили на должность генерального менеджера. Тот, в свою очередь, привёл тренера Эла Арбора, с которым был знаком ещё по работе в АХЛ. Вместо того чтобы набрать проверенных ветеранов и надеяться на немедленные победы, Торри решил формировать состав на основе драфта молодых игроков, надеясь таким образом добиться успеха в долгосрочной перспективе. На драфте 1973 года под общим первым номером он выбрал Дени Потвена. Генеральный менеджер «Монреаль Канадиенс» Сэм Поллок предлагал ему хорошую сделку насчёт этого игрока, но Торри отверг предложение, и это смелое решение оказалось верным — Потвен со временем зарекомендовал себя как один из сильнейших защитников лиги и впоследствии стал капитаном команды.
Два первых регулярных чемпионата «Островитяне» закончили на последнем месте, тем не менее, такое положение вещей давало им преимущество на драфте, и Торри активно пользовался этим преимуществом для получения самых талантливых новичков, которые в будущем могли бы стать основой команды. На драфте 1977 года Торри пришлось сделать трудный выбор между двумя многообещающими форвардами Майком Босси и Дуайтом Фостером. Босси считался хорошим игроком атакующего плана, но был слаб в сдерживании соперника, тогда как Фостер наоборот имел репутацию хорошего игрока в защите и был менее успешен в атакующих действиях. Арбор убедил Торри выбрать именно Босси, аргументировав это тем, что научить игрока эффективно действовать в обороне легче, чем научить его набирать очки. В первом же сезоне Майк Босси стал одним из лучших снайперов лиги, установив рекорд по количеству шайб, заброшенных новичком (53). В течение девяти сезонов подряд он забрасывал больше 50 шайб, кроме того, помогал команде и в сдерживании.
Помимо Потвена и Босси, Торри также ставят в заслуги выбор на драфте таких игроков как Билли Смит, Кларк Гиллис, Брайан Троттье и Пэт Лафонтейн, каждый из которых впоследствии был введён в Зал славы.
В 1979 году при поддержке генерального менеджера франшизу выкупил миноритарный владелец Джон Пикетт, и Торри при новом хозяине занял должность президента клуба. Несмотря на успехи в регулярном чемпионате, «Айлендерс» недостаточно успешно выступали в плей-офф, и в 1980 году Торри принял трудное решение обменять в «Лос-Анджелес Кингз» любимых болельщиками ветеранов команды Билли Харриса и Дейва Льюиса на Бутча Горинга. Начиная с этого времени под руководством Билла Торри клуб четыре раза подряд выигрывал Кубок Стэнли, одержав в общей сложности 19 побед подряд в сериях плей-офф. За выдающиеся заслуги перед американским хоккеем менеджер был награждён Призом Лестера Патрика (1983).
После невероятно успешной первой половины 1980-х годов во второй половине результаты постепенно пошли на спад, в одном из сезонов «Островитяне» не смогли отобраться в плей-офф, один из ведущих игроков клуба Пэт Лафонтейн отказался продлевать контракт и потребовал обменять его. Обстоятельства заставили Билла Торри полностью перестроить команду — он передал Лафонтейна, Рэнди Вуда и Рэнди Хилльера в «Баффало Сейбрз» в обмен на Пьера Тюржона, Бенуа Хога, Уве Круппа и Дейва Маклуэйна. Помимо этого, провёл обмен с «Чикаго Блэкхокс», отдав Брента Саттера с Брэдом Лауэром и получив Стива Томаса с Адамом Крейтоном. Пикетт в то время уже отошёл от постоянного контроля над делами клуба, передав управление комитету из четырёх акционеров. После того как в 1992 году команда вновь не попала в плей-офф, Торри пришлось уйти с занимаемой должности.

### Флорида Пантерз
В 1993 году в НХЛ пришёл новосозданный клуб «Флорида Пантерз», и на должность его президента назначили Билла Торри. При формировании состава команды Торри придерживался той же стратегии что и с «Айлендерс», с акцентом на молодых талантливых игроков — им были подписаны такие будущие звёзды как Роб Нидермайер, Эд Жовановски, Радек Дворжак и Ретт Уорренер. В 1996 году «Пантеры» пробились в финал Кубка Стэнли, затем ещё дважды участвовали в сериях плей-офф. В 2001 году Торри оставил свой пост, но продолжил сотрудничать с клубом в качестве специального консультанта.

## Наследие
Как выдающийся руководитель в 1995 году Билл Торри был введён в Зал хоккейной славы. Баннер с его именем вывешен на арене «Барклайс-центр» рядом с баннером приведённого им тренера Эла Арбора и шестерых задрафтованных им игроков. Примечательно, что на баннере присутствуют его неофициальный титул «Архитектор» и изображение галстука-бабочки, излюбленного элемента одежды менеджера.
23 октября 2010 года почтение Торри выразил и клуб «Флорида Пантерз», закрепив за ним номер 93 и вывесив соответствующий баннер на своей арене «BB&T-центр». Номер отсылается к 1993 году, когда франшиза стала частью семьи НХЛ.

## Личная жизнь
У Торри было четверо сыновей и десять внуков. Он умер вечером 2 мая 2018 года у себя дома в Уэст-Палм-Бич в возрасте 83 лет.